# 2019년 뮤지컬 라인업
2019년 한국에서 공연되는 창작 및 라이선스 뮤지컬이다. 전년도(2018년)부터 계속되는 작품도 포함하였다. 국내 공연 뮤지컬은 국내 프로덕션과 해외 오리지널 공연팀의 내한공연으로 나눌 수 있으면, 초연과 재연작품으로 분류할 수 있다.

## 2019년 공연
| 제목                            | 공연일                | 공연장                      |
| ------------------------------- | --------------------- | --------------------------- |
| 오!캐롤                         | 2018/12/22~ 2019/1/20 | 예술의전당 CJ토월극장       |
| 마리 퀴리                       | 2018/12/22~ 2019/1/6  | 대학로예술극장 대극장       |
| 풍월주                          | 2018/12/4~ 2019/2/17  | 유니플렉스 1관              |
| 팬텀                            | 2018/11/30~ 2019/2/17 | 충무아트센터 대극장         |
| 뱀파이어 아더                   | 2018/11/30~ 2019/2/10 | 충무아트센터 중극장 블랙    |
| 스토리오브마이라이프            | 2018/11/27~ 2019/2/17 | 백암아트호                  |
| 지킬 앤 하이드                  | 2018/11/13~ 2019/5/19 | 샤롯데씨어터                |
| 젠틀맨스 가이드: 사랑과 살인 편 | 2018/11/9~ 2019/1/27  | 홍익대대학로아트센터 대극장 |
| 마틸다                          | 2018/9/8~ 2019/2//10  | LG아트센터                  |
| 달빛요정과 소년                 | 1/7 ~ 1/20            | SH아트홀                    |
| 호프                            | 1/9 ~ 1/20            | 아르코예술극장 대극장       |
| 라이온 킹                       | 1/9 ~ 3/28            | 예술의전당 오페라극장       |
| 빨래                            | 1/15 ~ 9/1            | 동양예술극장 1관            |
| 플래시댄스                      | 1/18 ~ 2/17           | 세종문화회관 대극장         |
| 잭 더 리퍼                      | 1/25 ~3/31            | 우리금융아트홀              |
| 아랑가                          | 2/1 ~ 4/7             | TOM 1관                     |
| 여명의 눈동자                   | 3/1 ~ 4/14            | 디큐브아트센터              |
| 파가니니                        | 2/15 ~ 3/31           | 세종문화회관M씨어터         |
| 그날들                          | 2/22 ~ 5/6            | 블루스퀘어 인터파크홀       |
| 신흥무관학교                    | 2/27 ~ 4/21           | 광림아트센터 BBCH홀         |
| 어린왕자 (낭독공연)             | 3월                   | 미정                        |
| 킹아더                          | 3/14 ~ 6/2            | 충무아트센터 대극장         |
| 달과 6펜스                      | 3/1 ~ 4/21            | TOM 2관                     |
| 윤동주,달을 쏘다                | 3/5 ~ 3/17            | 예술의전당 CJ토월극장       |
| 영웅                            | 3/9 ~ 4/21            | 세종문화회관 대극장         |
| 호프                            | 3/28 ~ 5/26           | 두산아트센터 연강홀         |
| 백범 김구 (낭독공연)            | 4월                   | 국립중앙박물관 극장 용      |
| 더 픽션                         | 4월                   | 미정                        |
| 시데레우스                      | 4월~ 6월              | 충무아트센터 중극장 블랙    |
| 얼쑤                            | 4/16 ~ 5/5            | 세종문화회관 S씨어터        |
| 그리스                          | 4/30 ~8/11            | 디큐브아트센터              |
| 아메리칸 사이코                 | 5월 ~ 7월             | 홍익대대학로아트센터 대극장 |
| 영웅                            | 5/4 ~12일             | 성남아트센터 오페라하우스   |
| 안나 카레니나                   | 5/17 ~ 7/14           | 블루스퀘어 인터파크홀       |
| 베니스의 상인                   | 5/28 ~ 6/16           | 세종문화회관 M씨어터        |
| 미아 파밀리아                   | 5/28 ~8/11            | 드림아트센터 2관            |
| 니진스키                        | 5/28 ~ 8/18           | 아트원씨어터 1관            |
| 스쿨 오브 락                    | 6월 ~ 8월             | 샤롯데씨어터                |
| 엑스칼리버                      | 6/14 ~ 8/4            | 세종문화회관 대극장         |
| SWAG AGE 외쳐,조선!             | 6/18 ~ 8/25           | 두산아트센터 연강홀         |
| 신과함께_이승편                 | 6/21 ~ 6/29           | LG아트센터                  |
| 리틀잭                          | 7월                   | 미정                        |
| 번더플로어                      |                       |                             |
| 맘마미아!                       | 07.14 ~ 09.14         | LG아트센터                  |
| 난설                            |                       |                             |
| 영웅                            |                       |                             |
| 헤드윅                          | 8/16~11/3             | 홍익대대학로아트센터 대극장 |
| 벤허                            | 7/30~10/13            | 블루스퀘어 인터파크홀       |
| 시티오브엔젤                    |                       |                             |
| 시라노                          | 8/10~10/13            | 광림아트센터 BBCH홀         |
| 마리 앙투아네트                 | 8/24~11/17            | 디큐브아트센터              |
| 1446                            |                       |                             |
| 스위니 토드                     | 2019.10.2~2020.01.27  | 샤롯데씨어터                |
| 백조의 호수                     |                       |                             |
| 다윈 영의 악의 기원             | 2019.10.15~2019.10.27 | 예술의 전당 CJ토월극장      |
| 그리스                          |                       |                             |
| 팬레터                          |                       |                             |
| 아이다                          | 2019.11.16~2020.02.23 | 블루스퀘어 인터파크홀       |
| 레베카                          | 19.11.16~2020.03.150  | 충무아트센터 대극장         |
| 빈센트 반 고흐                  | 2019.12.00~미 정      | 미 정                       |
| 보디가드                        | 2019.12.00~2020.02.00 | LG 아트센터                 |
| 빅 피쉬                         | 2019.12.00~2020.02.00 | 예술의전당 CJ토월극장       |
| 김종욱 찾기                     |                       |                             |
| 나빌레라                        |                       |                             |
| 전설의 리틀 농구단              | 하반기                | 미정                        |
| 홀연했던 사나이                 | 하반기                | 미정                        |
| 은밀하게 위대하게               | 하반기                | 미정                        |